# Andrew Ross McMaster
Andrew Ross McMaster, né le 6 novembre 1876 à Montréal et mort le 27 avril 1937 à Westmount, est un homme politique québécois qui a œuvré d'abord à Ottawa avant de devenir trésorier provincial (ministre des Finances) dans le gouvernement de Louis-Alexandre Taschereau.

## Biographie

### Carrière privée
Andrew Ross McMaster, fils du capitaine de vaisseau John Andrew McMaster, est né à Montréal le 6 novembre 1876. Il étudie d'abord au Montreal High School et au Montreal Collegiate Institute avant de faire son droit à l'université McGill et à l'université d'Édimbourg en Écosse. Il est admis au Barreau du Québec le 8 juillet 1901 et est créé conseil en loi du roi le 12 novembre 1910.
Il exerce d'abord seul sa profession à Montréal puis, en 1903, s'associe aux avocats Fleet, Falconer, Cook, Brodie, Magie, Papineau, Campbell, Couture, Kerry et Bureau. Plus tard, il est avocat de la couronne dans le district de Montréal.
McMaster a été membre du comité protestant de l'Instruction publique (aux côtés entre autres de Walter George Mitchell et de Jacob Nicol) et commissaire d'école à Westmount. En 1915, il a été nommé gouverneur à vie du Western Hospital à Montréal. Il a été président de la Volunteer Electoral League et membre de l'University Club de Montréal et d'Ottawa.

### Carrière publique
D'allégeance libérale, McMaster entre en politique à l'automne 1917 à l'occasion de l'élection fédérale. Le Parti libéral du Canada est alors en crise, une partie de sa députation, pro-conscriptionniste, ayant décidé de rallier le gouvernement conservateur de Robert Borden. Bien qu'anglophone, McMaster prend parti contre la conscription et appuie la position de Wilfrid Laurier. Le 17 décembre, il est élu député de Brôme.
Lors du congrès à la chefferie, en 1919, il décide d'appuyer Mackenzie King. Il se représente dans le comté de Brôme à l'élection générale du 6 décembre 1921, remporté par King, et il est réélu. Il se met cependant vite à dos une partie de la députation libérale car il incite le nouveau premier ministre à faire adopter une loi punissant sévèrement les conflits d'intérêts en politique. Finalement, la loi n'est même pas présentée. Déçu, McMaster décide de ne pas se représenter à l'élection de 1925.
À l'été 1929, le premier ministre du Québec, Louis-Alexandre Taschereau, fait appel à lui pour remplacer Jacob Nicol, qui vient d'être nommé conseiller législatif, au poste de trésorier provincial. McMaster lui fait cependant part de son point de vue concernant ses nouvelles fonctions. Le discours du budget doit cesser d'être ambigu car les citoyens, selon lui, ont le droit de connaître la vérité sur l'état des finances publiques. En effet, les anciens trésoriers avaient parfois tendance à masquer ou embellir certains chiffres qui auraient pu embarrasser le gouvernement.
McMaster est élu député libéral de Compton à l'élection partielle du 30 septembre 1929. Le 10 janvier 1930, il lit son seul discours du budget devant l'Assemblée législative. Ce budget, non encore touché par la crise économique des années 1930, présente des recettes de 43 000 000 CAD et des dépenses de 35 913 000 CAD. La dette est de 77 561 000 CAD.
Trop malade, McMaster annonce sa démission comme ministre le 16 octobre 1930 mais garde son poste de député. Il ne se représente pas à l'élection de 1931. C'est Gordon Wallace Scott qui lui succède comme trésorier provincial.
À l'élection de 1936, McMaster appuya son gendre, l'unioniste Jonathan Robinson, qui se présentait dans le comté de Brôme et qui fut plus tard ministre dans le cabinet Duplessis.
McMaster meurt à Westmount le 27 avril 1937 à l'âge de 60 ans.